# Amanda Bergman
Amanda Bergman, née Karin Amanda Bergman Hollingby le 2 novembre 1987 est une chanteuse, auteure-compositrice originaire de Gagnef dans la province de Dalécarlie en Suède.
Elle écrit et compose des chansons en anglais et en suédois. Elle commence l’apprentissage de la musique par le violon et la flûte, puis commence à s’intéresser au piano vers l’âge de 12-13 ans. Elle pratique également l’accordéon et la guitare.

## Biographie
Amanda Bergman commence à écrire et composer des chansons au piano, qu’elle publie sur la plateforme Myspace sous le pseudonyme Hajen (le requin en suédois). En 2008, elle commence à faire ses premières scènes, notamment aux côtés de sa sœur Ida.
En 2009, elle fait sa première apparition à la télévision suédoise sur la chaîne SVT2 où elle interprète 'Scapegoat' une des premières chansons qu'elle a écrite et composée.
Fin 2009, elle prend le pseudonyme de Jaw Lesson et participe au projet de The Göteborg String Theory où elle interprète la chanson "Rats and Rifles" accompagnée d’un orchestre.
En 2010, elle change une nouvelle fois de nom de scène, et choisi ‘Idiot Wind’ tiré de la chanson du même nom de Bob Dylan sur l’album Blood On The Tracks paru en 1975. Elle publie son premier EP ‘Idiot Wind EP’ en novembre 2010 sous son propre label Häst. Elle défend son EP notamment en première partie du chanteur folk Kristian Matsson dit The Tallest Man On Earth lors de sa tournée européenne en automne 2010, dont plusieurs dates en France : Bordeaux, Paris, Mulhouse ou Grenoble. 
À l’automne 2012 elle est invitée par le groupe suédois First Aid Kit pour assurer la première partie des concerts de leur tournée d’automne.
Amanda Bergman enregistre plusieurs démos qu’elle publie sur son site internet.
En 2012 elle publie un vinyle 2 titres Find The Rhythm In The Noise.
Fin 2012, avec plusieurs artistes suédois reconnus : Gustav Ejstes, Pontus Winnberg, Nils Törnqvist et Petter Winnberg, Amanda Bergman fonde le groupe Amason. Le groupe publie son premier album Sky City en janvier 2015.
Le premier album solo d'Amanda Bergman, intitulé ‘Docks’ est attendu pour le 26 février 2016 via le label Ingrid.

## Collaborations
Elle collabore en 2009 et 2013 avec les frères Lindgrens à leur projet "Bröderna Lindgren" d'album pour enfants avec d’autres artistes suédois. En  2009, elle enregistre deux titres en suédois "Superhjälten" et "Vilse" pour l’album "Meningen med livet". Cet album reçoit en 2011, un Grammis (équivalent suédois des Grammy Awards) pour le meilleur album de musique pour enfants de l’année.  En 2013, l’album "I Tiden" sur lequel Amanda Bergman interprète également deux titres en suédois "Ingenting" et "Mina första steg" est aussi récompensé du Grammis du meilleur album pour enfants. 
En 2012 elle collabore avec Kristian Matsson pour la bande originale du film "En gång om året" (Une fois par an) réalisée par Gorki Glaser-Müller.
En novembre 2014, Amanda Bergman accompagnée de Ebbot Lundberg, Freddie Wadling et Nina Kinert enregistre un album de chants de Noël "En Skönare Jul". Le disque est produit par Petter Winnberg du groupe Amason. Les profits sont reversés à des associations pour aider les gens vulnérables et sans abri.
En 2015, elle enregistre avec Oscar Linnros une nouvelle version de la chanson de Ted Ström "Vintersaga" (Conte d'hiver) de 1984, pour une campagne de publicité pour Volvo en Suède. 

## Discographie
Albums
- Amanda Begman - Docks (2016)

EPs
- Idiot Wind - Idiot Wind EP (2010)
- Idiot Wind - Find The Rhythm In The Noise (2 titres, 7")(2012)

Singles
- Vintersaga (2015)

Collaborations
- Cœur de Pirate - Roses (chœur)
- Lykke Li - I Never Learn (chœur)
- The Tarantula Waltz - Tinder Stick Neck